# Torneio do Povo
O Torneio do Povo, cujo nome oficial era Torneio General Emílio Garrastazu Médici, foi uma competição brasileira de futebol, de oficialidade controversa, realizada entre 1971 e 1973.
O torneio reunia os clubes com as maiores torcidas de seus respectivos estados.

## História
Em sua primeira edição, a competição contou com o Flamengo, Corinthians, Atlético-MG e Internacional. Na segunda, o Bahia foi incluso e na terceira edição (1973), o Coritiba se juntou aos cinco participantes de 1972. O aumento do número de participantes foi proposto pelo Atlético Mineiro em dezembro de 1972 e aprovado pelos organizadores do torneio, que eram os clubes originalmente participantes.
Com cinco gols (dois cada em 1971 e 1972, e mais um em 1973), Dadá Maravilha foi o artilheiro geral da competição. 

### Competição oficial ou amistosa
A competição não foi um torneio oficial da CBD, sendo idealizado pelo Atlético-MG e organizado pelos próprios clubes participantes. Segundo a Folha de S.Paulo de 1 de janeiro de 1971, o Torneio do Povo foi criado por Atlético-MG e Flamengo, sobretudo através do presidente do Flamengo, André Gustavo Richer, e a primeira reunião de organização do mesmo ocorreu na sede do Flamengo. Segundo o mesmo jornal de 7 de janeiro de 1971, foram os próprios clubes participantes que decidiram dar-lhe o nome de Torneio Emílio Garrastazu Médici, homenagem ao então presidente do Brasil.
O jornal O Estado de São Paulo sustenta em 1973 que, segundo o assessor jurídico Valed Perry, da CBD, a competição era oficial porque seu regulamento foi aprovado pela CBD. O mesmo jornal diz em 2 de janeiro de 1973 que, desde o ano anterior (1972), a CBD endossava o torneio como programação oficial, chamando para si o seu patrocínio. Porém, não deixa claro se a CBD endossou o torneio ao longo de 1972 (com vistas à edição de 1973), ou se o endosso ocorreu também em referência à edição de 1972, ocorrida bem no início do ano. No caso do jornal Folha de S.Paulo, a edição de 14 de novembro de 1972 (posterior à edição de 1972) é a mais antiga em que ambos (CBD e Torneio do Povo) são relacionados. O jornal diz que a CBD se reuniu com os clubes participantes do torneio, e que a CBD queria 8 participantes para 1973, pois a CBD queria que as partidas da próxima edição do mesmo (a de 1973) passassem a fazer parte da Loteria Esportiva. Segundo o jornal, os oito participantes seriam provavelmente Flamengo, Corinthians, Coritiba, Internacional, Atlético-MG, Bahia, Santa Cruz e Ceará.
Segundo os jornais Correio da Manhã e Tribuna de Imprensa, de 19 de dezembro de 1972, o Torneio do Povo era organizado pelo Flamengo, e a partir da próxima edição (1973) seria patrocinado pela Loteria Esportiva, com este último jornal informando que em 1973 ele seria disputado por Flamengo, Atlético-MG, Corinthians, Internacional, Bahia e Coritiba.
O jornal O Estado de S. Paulo de 3 de fevereiro de 1972 diz que o Flamengo poderia perder pontos, além de outras sanções da CBD, por ter escalado jogador que havia sido suspenso por duas partidas. Porém, tal punição não ocorreu e o Flamengo foi campeão. O Jornal do Brasil indica que o Torneio do Povo de 1972 fazia parte do calendário da CBD (jornal de 28 de dezembro de 1971), na mesma data afirmando que o Atlético-MG convidou o Bahia para participar, e afirma que, em 1972  "na fase de amistosos, o Flamengo conquistou o Torneio do Povo" (jornal de 20 de agosto de 1972).
As edições do Jornal no Brasil e do jornal O Estado de São Paulo do início de 1973 dão conta que, não só nas edições de 1971 e 1972 mas também na edição de 1973, os clubes participantes eram os organizadores da competição, no que diz respeito aos convites a outros possíveis participantes e a elaboração da tabela. 
Em 16 de janeiro de 1971, o jornal O Estado de São Paulo publicou que os diretores do Atlético-MG ficaram preocupados ao saberem de ofício enviado pela CBD à Federação Mineira de Futebol dizendo que todo o torneio com clubes de mais de uma Federação Estadual terá de ser supervisionado por ela ou pela entidade estadual mediante licença prévia, o que colocava em risco o Torneio do Povo, mas que os dirigentes atleticanos ficaram tranquilos ao serem informados que tinham apenas que enviar o regulamento do torneio para que a CBD "não interviesse" ou o cancelasse.
Os jornais Tribuna da Imprensa, Jornal do Brasil, Diário de Notícias e Correio da Manhã sustentam que o Torneio do Povo foi oficialmente reconhecido pela CBD durante a edição de 1973. O Correio da Manhã publicou em 3 de março de 1973 que, após o empate entre Flamengo e Bahia, o Flamengo ficou esperançoso de levar os pontos da partida, pelo Bahia ter escalado o jogador Washington, e dez dias depois publicou que os dirigentes do Flamengo ainda não haviam recebido uma resposta positiva do CND sobre a oficialidade do torneio. Em 26 de fevereiro de 1973, o jornal Tribuna da Imprensa publicou: "A CBD decidirá hoje, com o parecer do Departamento de Futebol, se o Torneio do Povo é ou não oficial. Se for considerado oficial, o Flamengo deverá ganhar os pontos do jogo contra o Bahia, mas se não for, o seu recurso não deverá ser aceito pelo Tribunal Especial. Segundo Valed Perry, assessor jurídico da CBD, hoje ele dará seu parecer favorável ao Flamengo, entendendo que o Torneio do Povo, de acordo com o regulamento, tem  a participação de mais de duas federações, e portanto a CBD deve patrociná-lo. Mas o presidente João Havelange  sábado, disse no coquetel do Hall dos elevadores do Maracanã, que este ano a CBD não deverá reconhecer o Torneio do Povo como oficial, mas no futuro sim." A edição do mesmo jornal do dia seguinte afirma que o Flamengo foi desclassificado do torneio (ou seja, não levou os pontos da partida contra o Bahia), com Coritiba e Bahia indo à final do torneio de 1973.
A edição de 12 de março de 1973 do mesmo jornal afirma, sobre a suspensão a ser cumprida pelo jogador Paulo César do Flamengo: "Agora descobrem que o Torneio do Povo não era oficial e que mesmo não jogando contra o Coritiba, Paulo César ainda não cumpriu a suspensão automática. E por causa disso não vai poder jogar contra o Olaria, quando o Flamengo estreia no Campeonato (Estadual)." Em 14 de março de 1973 publicou, falando do desempenho do Flamengo no ano: "Mas eram partidas amistosas e mesmo as do Torneio do Povo não foram disputadas com aquele entusiasmo". Segundo o Jornal do Brasil de 8 de março de 1973, o Torneio do Povo não era considerado oficial pelo CND.  Em 13 de março de 1973 o mesmo jornal publicou: "Existem duas opiniões neste caso. O consultor jurídico da CBD, Sr. Valed Perry, afirrna que o Torneio do Povo é oficial. O presidente da CBD João Havelange diz que não. O CND é quem vai explicar e o Tribunal decidirá". Em 14 de março de 1973, o mesmo jornal publicou que a CBD considerou o Torneio do Povo como sendo oficial, o que poderia dar ao Flamengo os pontos da partida contra o Bahia. Porém, o Flamengo não recebeu os pontos, e Bahia e Coritiba decidiram o Torneio do Povo de 1973. Segundo o jornal Diário de Notícias, a questão sobre se o torneio era ou não oficial surgiu mediante a expulsão de Paulo César, do Flamengo, no jogo contra o Bahia, pela competição. O jogador havia cumprido "suspensão automática" contra o Coritiba, também pelo Torneio do Povo, mas quando se colocou em dúvida se o torneio era oficial, surgiu a dúvida se esta "suspensão" automática era válida, ou se o jogador teria que cumprir "suspensão automática"  no jogo seguinte, contra o Olaria, pelo Campeonato Carioca. Segundo publicou o jornal: "Paulo César é presença certa na equipe do Flamengo para o jogo de hoje à noite contra o Olaria. A escalação do jogador foi baseada em uma resolução da CBD que considera o Torneio do Povo uma competição oficial daquela entidade. Esta resolução é de 23 de fevereiro, data essa posterior ao jogo do Flamengo contra o Bahia, quando Paulo César foi expulso. Sendo o Torneio do Povo considerado oficial, ele tem condições de jogar, pois já cumpriu um jogo de suspensão contra o Coritiba." Segundo o jornal Diário de Notícias de 21 de março de 1973, sobre o julgamento de dois jogadores por confusões ocorridas na partida Bahia X Flamengo: "o Tribunal Especial da CBD não julgou Paulo César e Moreira, porque um dos seus juízes levantou a questão se o Torneo do Povo era ou não oficial Agora, mais um tempo vai passar até que a CBD informe ao Tribunal sobre a oficialidade ou não da disputa". Posteriormente, o jogador Paulo César foi julgado e multado.
O Coritiba Foot Ball Club, campeão da edição de 1973, anunciou em 2010 querer o reconhecimento do Torneio do Povo como torneio nacional pela CBF.

## Estatísticas

### Títulos por equipe
| Clube            | Estado            | Títulos  | Vices    |
| ---------------- | ----------------- | -------- | -------- |
| Corinthians      | São Paulo         | 1 (1971) | 0        |
| Coritiba         | Paraná            | 1 (1973) | 0        |
| Flamengo         | Rio de Janeiro    | 1 (1972) | 0        |
| Atlético Mineiro | Minas Gerais      | 0        | 1 (1972) |
| Bahia            | Bahia             | 0        | 1 (1973) |
| Internacional    | Rio Grande do Sul | 0        | 1 (1971) |

### Títulos por estado
| Estado            | Títulos | Vices |
| ----------------- | ------- | ----- |
| Paraná            | 1       | 0     |
| Rio de Janeiro    | 1       | 0     |
| São Paulo         | 1       | 0     |
| Bahia             | 0       | 1     |
| Minas Gerais      | 0       | 1     |
| Rio Grande do Sul | 0       | 1     |